# Белотеменен воден кос
Белотеменен воден кос (Cinclus leucocephalus), наричан също белочел воден кос, е вид птица от семейство Cinclidae.

## Разпространение
Видът е разпространен в Боливия, Колумбия, Еквадор, Перу и Венецуела.